# پریسکا
پریسکا (به لاتین: Prisca) (درگذشتهٔ ۳۱۵) همسر دیوکلتیان و امپراتریس روم در دوران امپراتوری او بود. آن دو صاحب دختری بودند به نام والریا که بعدتر به‌عنوان دومین همسرِ سزار گالریوس به ازدواج او درآمد.
در سال ۳۰۵ میلادی دیوکلیتیان که به بیماری سختی دچار شده بود از حکومت کناره‌گیری نمود و گالریوس در بخش شرقی روم به امپراتوری رسید و ماکسیمینوس دایا سزار او شد. گالریوس سپس در سال ۳۰۸ میلادی یکی از دوستان نزدیک خود به نام لیسینیوس را به مقام آگوستوسی بخش غربی روم رساند و چند سال بعد خود در ۳۱۱ درگذشت.
با مرگ گالریوس، مراقبت از والریا و مادرش پریسکا به لیسینیوس رسید با این حال آن دو به دربار ماکسیمینوس دایا گریختند. دایا خواهان ازدواج با والریا بود که با مخالفت او روبرو شد. پس ماکسیمینوس تمامی اموال او را مصادره و والریا و پریسکا را به سوریه تبعید نمود. به‌دنبال این رویداد امپراتور بازنشسته دیوکلتیان چندین بار تلاش نمود تا از سیاه‌بختی دخترش جلوگیری کند و خواست تا آنان را به پیش او در سالونا بازگردانند اما فایده‌ای نداشت و توجهی به او نشد. در عین‌حال ماکسیمینوس از اینکه با دیوکلتیان همچون یک استدعاکننده و با دخترش همچون یک مجرم برخورد می‌کرد دچار غرور شده بود.
با مرگ دایا در سال ۳۱۳ پریسکا و دخترش با فرار از تبعیدگاه خود به دربار لیسینیوس بازگشتند. لیسینیوس نخست به‌نیکی با آنان رفتار نمود و والریا احساس آرامش کرد. اما پس از آگاهی از اعدام‌های خونین او در کاخ نیقیه دریافت که فردی ستمکارتر از ماکسیمینوس دایا به‌جای او نشسته است. والریا و مادرش پریسکا بار دیگر گریختند و لیسینیوس فرمان مرگ آنان را صادر نمود. آنها خود را به جامهٔ پلب‌ها درآوردند به مدت ۱۵ ماه سرگردان بودند تا آنکه سرانجام در سال ۳۱۵ میلادی در تسالونیکا دستگیر شدند. از آنجا که حکم مرگ آنان پیشتر صادر شده بود پریسکا و دخترش را فوراً گردن زدند و جسدشان را به دریا انداختند.